# Rhizotrogus alicantinus
Rhizotrogus alicantinus är en skalbaggsart som beskrevs av Georg Dieck 1870. Rhizotrogus alicantinus ingår i släktet Rhizotrogus och familjen Melolonthidae. Inga underarter finns listade i Catalogue of Life.